# Cantharellus persicinus
Cantharellus persicinus é uma espécie de fungo pertencente à família Cantharellaceae.

## Galeria

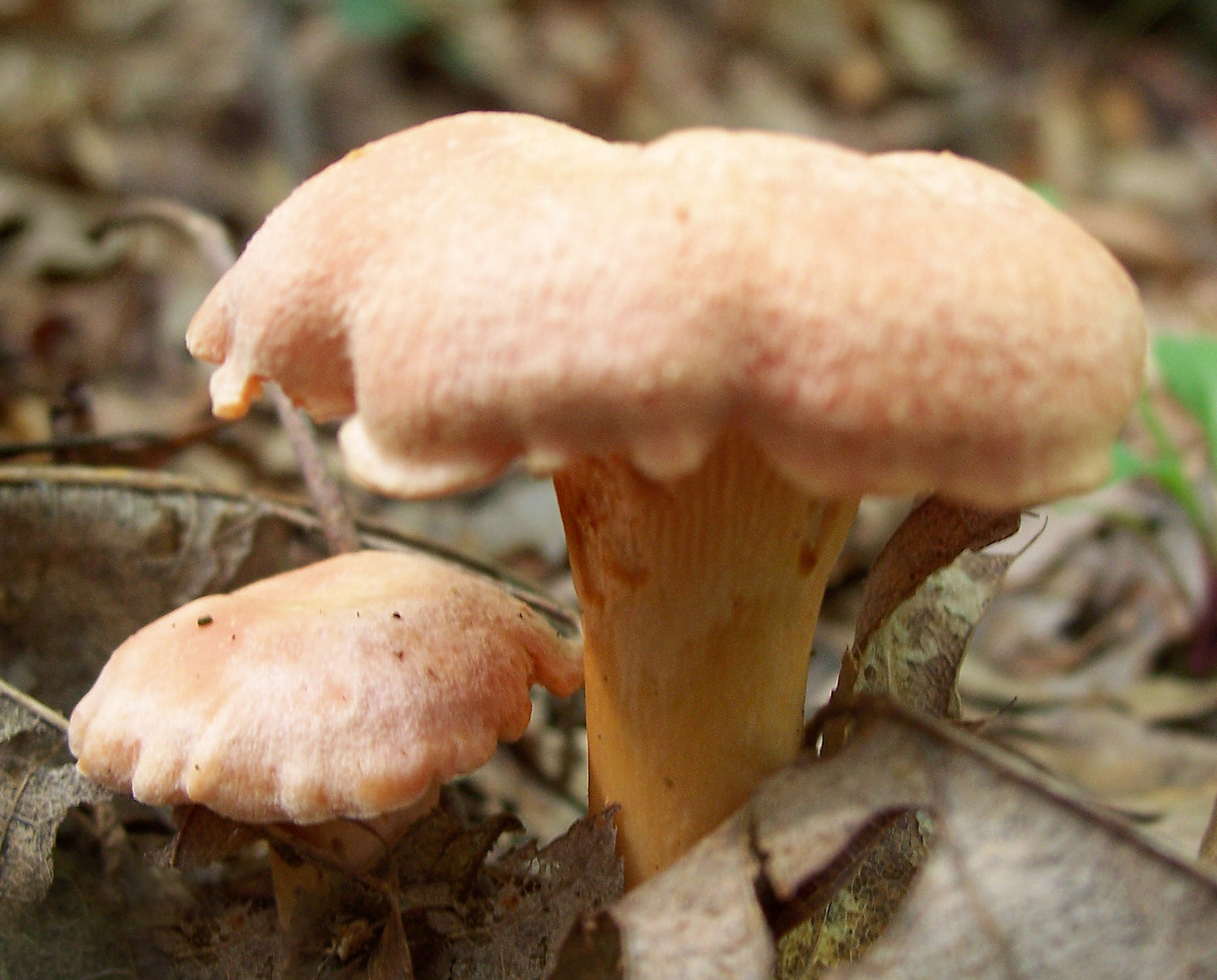
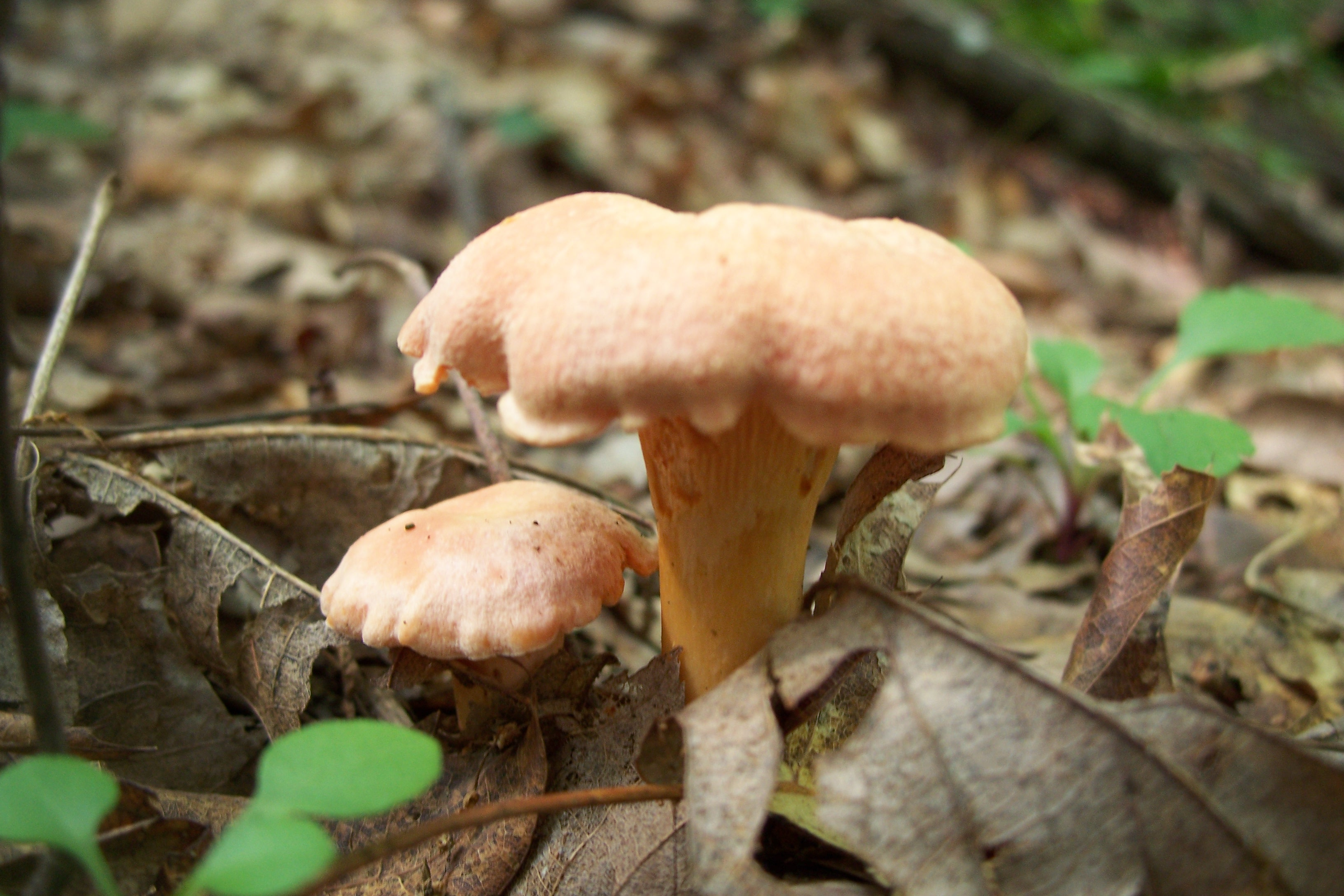
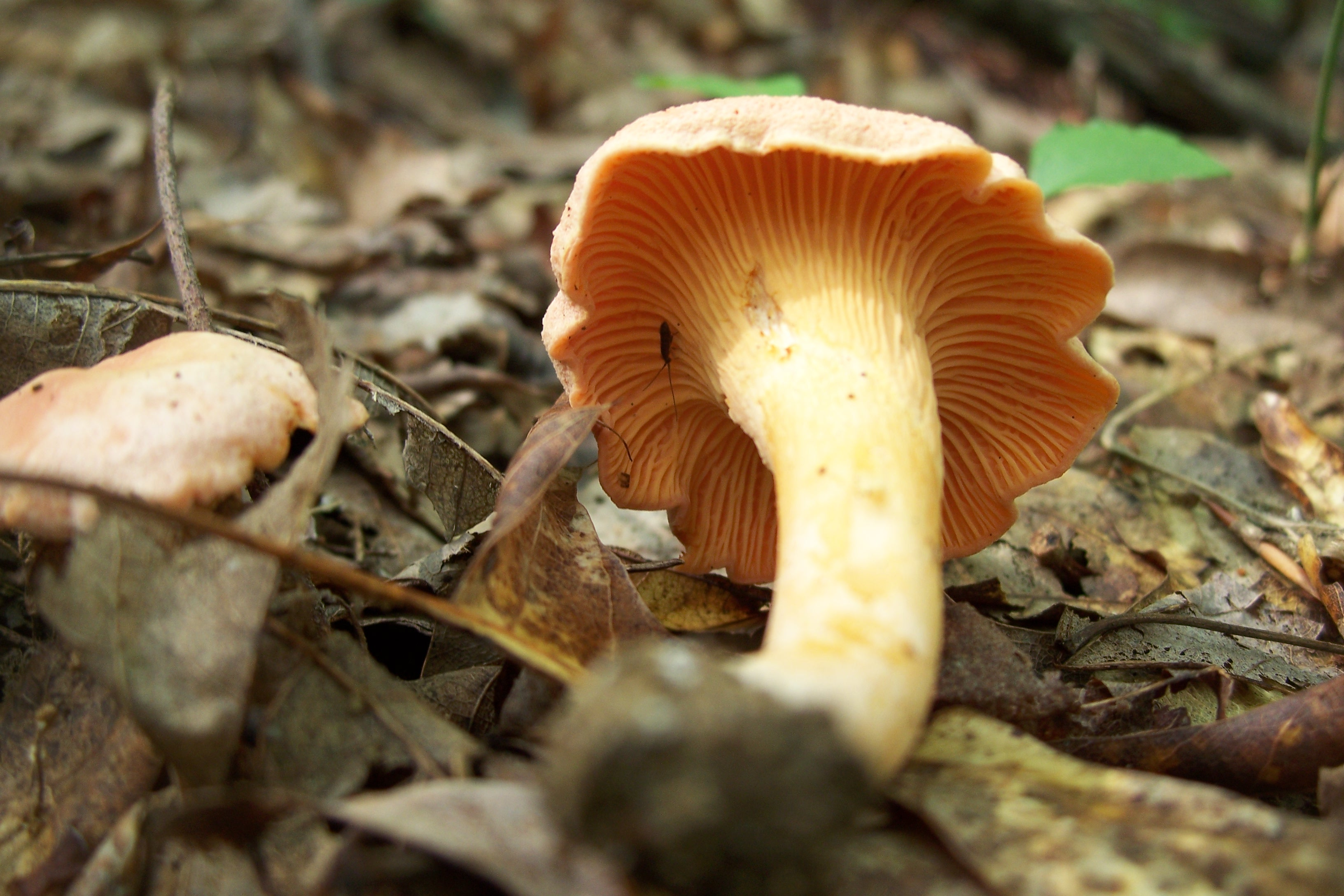